# Черета Сичилија (Потенца)
Черета Сичилија (итал. Cerreta Sicilia) је насеље у Италији у округу Потенца, региону Базиликата.
Према процени из 2011. у насељу је живело 228 становника. Насеље се налази на надморској висини од 964 м.